# Hälsinge flygflottilj

.

Hälsinge flygflottilj (F 15) eller F 15 Söderhamn var en flygflottilj inom svenska flygvapnet som verkade i olika former åren 1945–1998. Förbandsledningen var förlagd vid vid Söderhamns flygplats i Söderhamns garnison.

## Historik

### Bildandet
Genom försvarsbeslutet 1936 hade Flygvapnet fått en ny och utökad organisation, vilken omfattade sju flottiljer och en flygskola. Den nya organisationen bestod dock endast av en jaktflottilj, Svea flygflottilj (F 8). Vilket föranledde att dåvarande överbefälhavare Olof Thörnell i en promemoria den 8 augusti 1940 föreslog att fem nya flottiljer skulle sättas upp, däribland en jaktflottilj i Norrland. I 1941 års försvarsutredning föreslogs Söderhamn eller Umeå som förläggningsort. I Söderhamn såg man möjligheter för näringslivet och framförallt arbetsmarknadsskäl till att förlägga en flottilj där. Borgmästaren Axel Bäckman, stadsfullmäktiges ordförande Ernst Lindley, drätselkammarens ordförande Carl Gustav Johansson och kommunalfullmäktiges ordförande Karl Rahm (känd som "Söderalakungen") i Söderala kommun uppvaktade i härdigt politikerna i Stockholm, där bland annat Karl Rahm lovade att upplåta mark till flottiljen. Andra betydelsefulla personer som medverkade vid flottiljens tillkomst var överste Karl Silfverberg och major Carl Otto Hugosson. I den försvarsplan som presenterades i januari 1942 namngavs dock "Norrlandsflottiljen" som Västerbottens flygflottilj (F 15) i Umeå.
Den 18 juli 1942 antog riksdagen regeringens proposition gällande försvarsbeslutet 1942. Med försvarsbeslutet beslutades att utöka Flygvapnet med tre jaktflottiljer (F 13, F 15, F 16), en tung bombflottilj (F 14) och en torpedflygflottilj (F 17). I försvarsbeslutet angavs att Flygvapnet skulle sätta upp F 15 i Söderhamn den 1 juli 1945. Ett avgörande till att "Norrlandsflottiljen" förlades till Söderhamn, var främst den prekära arbetsmarknadssituationen i staden. Efter att sågverksdöden börjat härja 1930 hade arbetslösheten stigit kraftigt och medfört en betydande avflyttning av personer som inte kunde få någon utkomst på orten. Söderhamn hade till följd av detta 1942, bortsett från Haparanda, den högsta kommunalskatten i Sverige. Man hänvisade även till vad bygden förlorat genom att Hälsinge regemente (I 14) 1908 flyttats från Mohed till Gävle. 
Flottiljen sattes upp den 1 juli 1945 och tilldelades namnet Kungliga Hälsinge flygflottilj (F 15). Den 2 juli 1945 tog flottiljens första chef, överstelöjtnant Gösta Seth, befälet över flottiljens första och fåtaliga befäl. Flygtjänsten bedrevs inledningsvis vid det intilliggande flygfältet Mohed flygfält, tidigare Mötesplats till Hälsinge regemente. Flygtjänsten som bedrevs vid Moheds flygfält bestod av två skolflygplan, Sk 12, vilket kompletterade under 1945 med två Sk 15, och 1946 med två Sk 14. Flottiljen som egentligen sattes upp som en jaktflottilj, men fick inte sina första jaktflygplan förrän i slutet av 1946.  Då beväpnades man med svensktillverkade J 21. Dock kunde inte flygtjänsten med de nya flygplanen bedrivas i Söderhamn, då flygfältet inte klarade vikten på de nya och tyngre flygplanen. Flygtjänsten fick därför förläggas på nytt utanför Söderhamn, dock endast tidvis, men denna gång 700 km söder ut, till Blekinge flygflottilj. År 1948 var rullbanorna vid flottiljen färdigställda. Flottiljen kom därmed att placeras i Andra flygeskadern (E 2), som var känd som Jakteskadern. 

### Jetåldern
I februari 1952 inträdde flottiljen i den så kallade jetåldern, då man beväpnades med J 28B Vampire. Vid F 15 Flygmuseum finns en J 28B från tiden vid flottiljen bevarad. När den återkom till Söderhamn var den i ett ytterst dåligt skick, då den varit skjutmål. Flygplanet genomgick ett omfattande arbete, och finns nu museets samling. Tiden för J 28B Vampire vid flottiljen blev mycket kort, då den redan 1956 byttes ut mot J 29F Tunnan. 

### Attackflygflottiljen
Inför försvarsbeslutet 1958 föreslog regeringen för riksdagen att två flygflottiljer skulle avvecklas på grund av minskade anslag till flygvapnet, eller rättare sagt en reducering av krigsorganisationen. Målet var att skapa ett ekonomiskt utrymme för modernisering av de kvarvarande delarna av flygvapnet, bland annat genom införandet av flygplanen Saab 32 Lansen och Saab 35 Draken. Det innebar en satsning på kvalitet framför kvantitet, något som hela försvaret genomgick vid denna tidpunkt. De två flygflottiljer som föreslogs att avvecklas var Svea flygflottilj (F 8) och Hallands flygflottilj (F 14). Den föreslagna reduktionen av flygvapnet skulle dock gå ut över jaktflyget. Hallands flygflottilj som var en attackflygflottilj, skulle därmed ersättas genom att en jaktflygflottilj skulle omorganiseras till attackflygflottilj. Vilken jaktflygflottilj som skulle överta rollen som attackflygflottilj skulle utredas, för att utgöra underlag för en proposition till 1959 års riksdag. I december 1958 antog riksdagen propositionen, vilken beträffande Hallands flygflottilj bara beslutade att flygflottiljen skulle avvecklas och att dess roll som attackflygflottilj skulle ersättas tidigast budgetåret 1961/1962.
Inför 1959 års riksdag föreslog regeringen, efter förslag från chefen för flygvapnet, att Hälsinge flygflottilj (F 15) skulle överta rollen som attackflygflottilj. Som alternativ till Hälsinge flygflottilj föreslogs Östgöta flygflottilj (F 3). Valet av dessa två jaktflygflottiljer berodde på att de var de enda jaktflygflottiljer som inte hade ansvar för en luftförsvarssektor. Chefen för flygvapnet ansåg dock att Hälsinge flygflottilj hade de bästa möjligheterna att omorganiseras från dagjaktflottilj till attackflottilj. Bland annat genom att målplatserna, vilka skulle komma att uppföras, skulle kunna användas till övningar utan att utgöra något större hinder för annan flygverksamhet. Förutsättningarna i både tid och kostnad för att genomföra en förlängning av flottiljens rullbanor ansågs även rimliga. Beträffande hangarer och uppställningsplattor, ansåg flygvapenchefen att reservflygplan vid Hälsinge flygflottilj, kunde uppställas vid de hangarer som friställdes i Halmstad. Dock erfordrades ytterligare hangarutrymme, det minsta nybyggnadsbehovet förelåg emellertid vid Hälsinge flygflottilj. Därmed kom Hälsinge flygflottilj att föreslås till riksdagen att omorganiseras till attackflygflottilj och därigenom även fylla den lucka som uppstod i Första flygeskadern (E 1). Hösten 1959 började Hallands flottilj att överföra sina flygplan till Söderhamn. Den 29 april 1961 lämnade det sista flygplanet Halmstad, och samtidigt hade de tre flygdivisionerna i Söderhamn omskolats från dagjaktflyg till attackflyg. Genom att F 15 nu beväpnades med A 32 Lansen, blev även tiden för J 29F Tunnan lika kortvarig som för J 21.

### Viggenprojektet
Från slutet av 1960-talet präglades Flygvapnet av ekonomiska besparingar, bakgrunden var det pågående Viggenprojektet, vilket fick CFV Lage Thunberg att 1967 vakantsätta åtta flygdivisioner, i syfte att frigöra ekonomiska medel till anskaffningen av Viggen. Vid Hälsinge flygflottilj vakantsattes 153. attackflygdivisionen (Olle Gul). Samma år beställde regeringen 83 flygplan av AJ 37 och 17 flygplan av Sk 37. Hösten 1974 inleddes omskolning av flottiljens markpersonal. Den 2 december 1974 inledde 151. attackflygdivisionen (Olle Röd) flygningar med AJ 37, våren 1975 var de första 37-piloterna omskolade. I samband med omskolningen till Viggen, tillfördes flottiljen även samtliga operativa Sk 37. De hade vid leverans från Saab baserats vid Skaraborgs flygflottilj (F 7). I samband med att F 7 omskolats till AJ 37, överfördes typinflygningsskolan till F 15. År 1976 tillfördes flottiljen typinflygningen för Viggen, TIS 37, vilket i praktiken betydde att alla piloter grundutbildades vid flottiljen på samtliga Viggenversioner. JA 37 fick egen typinflygning 1990 vid Upplands flygflottilj.

### 1974 års regeringsform
I samband med att 1974 års regeringsform trädde i kraft den 1 januari 1975, ändrades namnet på regementet från Kungliga Hälsinge flygflottilj till enbart Hälsinge flygflottilj. Samtidigt fråntogs Konungen den formella rollen som högste befälhavare för krigsmakten.

### Försvarsbesluten
I Regeringen Palmes proposition 1975:75 föreslogs en avveckling av två flottiljadministrationer, Södermanlands flygflottilj (F 11) och Kalmar flygflottilj (F 12). I Försvarets fredsorganisationsutrednings (FFU) förslag inför propositionen hade utretts en avveckling av en alternativ flottilj till F 12. Tre flottiljer valdes bort rätt omgående, Jämtlands flygflottilj (F 4), Hälsinge flygflottilj (F 15) och Norrbottens flygflottilj (F 21) på grund av att de låg inom ett regionalt stödområde. Samtidigt menade FFU att de operativa och regionalpolitiska skälen för att behålla dessa tre flottiljer var så starka att de inte borde avvecklas.
I september 1992 beslutade riksdagen att Västgöta flygflottilj (F 6) skulle avvecklas som ett vidare led i försvarsbeslutet 1992. Avvecklingen av F 6, som även den var en attackflottilj, började 1 juli 1993. Genom avvecklingen frigjordes flygplan för två divisioner. Enligt försvarsbeslutet skulle F 15 från den 1 juli 1993 organisera två divisioner AJ 37, istället för en division och en attackflyggrupp AJ 37. Genom samma beslut tillfördes flottiljen även spaningsuppgifter, vilket innebar att flottiljen tillfördes ett antal AJSF 37 och AJSH 37. De var alla i grunden uppgraderade SF/SH 37 Viggen, i syfte till att ge dem en begränsad JAS-kapacitet, det vill säga kapacitet för Jakt, Attack, Spaning.
I Regeringens proposition 1996/97:4 till riksdagen föreslogs att avveckla F 15. Som alternativ till en avveckling av F 15, hade även undersökts en avveckling av Skånska flygflottiljen (F 10). För en fortlevnad av Skånska flygflottiljen talade att flygutbildning snabbt kunde överföras från Ljungbyhed till Ängelholm. Även Krigsflygskolan föreslogs avvecklas. Regeringen angav det diffusa argumentet för att behålla Skånska flygflottiljen att den hade dubbla rullbanor, något som även Hälsinge flygflottilj hade. Men att behålla F 10 framför F 15 skulle i det stora hela betyda att mindre verksamheter behövde omlokaliseras. Ängelholm hade också miljötillstånd för flygning med tre flygdivisioner JAS 39 Gripen, något som saknades för Söderhamn. Besparingarna vid en avveckling av F 15 skulle bli avsevärt större än om F 10 skulle lagts ned.  Som ett följd av försvarsbeslutet 1996 kom flottiljen successivt att avvecklas. Flygverksamheten skulle enligt riksdagens beslut upphöra senast den 31 augusti 1997, dock kom den att upphöra redan den 30 juni 1997. Vid samma tidpunkt överfördes TIS 37 till Jämtlands flygflottilj, som blev ansvarig för typinflygning på Viggen. Flottiljen skulle därefter vara helt avvecklad den 30 juni 1998. I samband med avvecklingen överfördes flottiljens fana och traditioner till Jämtlands flygflottilj (F 4).

### Viktigare årtal
Nedan redovisas årtal som påverkat flottiljens verksamhet

- 1945: Flygflottilj bildas den 1 juli.
- 1946: Flottiljen beväpnas med J 21A.
- 1948: Rullbanorna vid flygplatsen blir färdiga.
- 1948: Flottiljen organiseras inom Andra flygeskadern (E 2).
- 1952: Flottiljen beväpnas med J 28B och träder in i jetåldern.
- 1956: Flottiljen beväpnas med J 29F.
- 1958: Flottiljen överförs till Första flygeskadern (E 1).
- 1960: Flottiljen påbörjar omorganiseras till en attackflottilj.
- 1960: Flottiljen beväpnas med A 32A.
- 1961: Flottiljens samtliga tre divisioner är omskolade till attack.
- 1966: Flottiljen tillförs flygräddningstjänst.
- 1967: Olle Gul vakantsätts.
- 1967: Målflyggruppen bildas.
- 1969: Flottiljen övertar Gunnarn flygbas från Jämtlands flygflottilj.
- 1972: Målflyget överförs till Östgöta flygflottilj.
- 1975: Flottiljen börjar ombeväpning till AJ 37.
- 1976: Flottiljen tillförs TIS 37.
- 1983: Flygplatsen öppnas för civiltrafik.
- 1989: Flottiljen tillförs ett detachement i Bollnäs.
- 1991: Flottiljen tillförs Helikopter 10.
- 1993: Olle Blå organiseras som en full division.
- 1994: Flottiljen tillförs TU AJS.
- 1994: Flottiljen tilldelas en ny vapensköld.
- 1995: Flottiljen firar sitt 50-årsjubileum 10 juni.
- 1996: Riksdagen beslutar i december att flottiljen ska avvecklas.
- 1997: TIS-37 överförs under sommaren till F 4.
- 1997: 30 juni genomförs den sista flygning med Viggen.
- 1998: Flottiljen avvecklades den 30 juni.

### Olyckor och tillbud
- Måndag den 5 augusti 1996 kl 9.07 startade en AJS 37 (nr 37806 (O 44)) ur F 15, för att delta enskilt i en övning, och genomföra ett attackanfall mot Ulvön cirka 3 km söder om Örnsköldsvik. Vid 09.30-tiden förlorade flygledaren vid flygplatsen radarkontakten, därvid larmades flygräddningscentralen/ARCC kl 9.40. Då det ingick andra flygplan från F 15 i samma övning, rapporterade ett AJS 37 kl 10.09 om vrakdelar, en oljefläck och en livbåt i havet 5 km ostnordost om Ulvöhamn. Vid 11-tiden upptäcktes den livlöse piloten av en taxibåt som tidigare larmats. Piloten, en 28-årig man av fänriks grad, dödförklarades senare på Örnsköldsviks flygplats. Statens haverikommission ansåg att inga tekniska fel kan ha inträffat på flygplanet, utan att det sannolikt orsakades av att piloten förlorade sina visuella höjdreferenser.[18]

- Onsdagen den 16 oktober 1996 deltog en rote AJSH/AJSF 37 ur F 15 i en spaningsövning i östra delarna av Östersjön, i syfte att spana mot en rysk fartygskonvoj, som bland annat bestod av kryssaren Pjotr Velikij (1996). Vid identifieringen av kryssaren inträffade ett tillbud, vilket resulterade i att ena flygplanet kolliderade med vattenytan. En stor räddningsinsats påbörjades av både svenska, ryska och lettiska myndigheter, efter den 31-åriga föraren med kaptenens grad, som senare återfanns död. Statens haverikommission ansåg att inga tekniska fel kan inträffat på flygplanet, utan att det sannolikt orsakades av att piloten förlorade sina visuella höjdreferenser på grund av vädret. Två veckor efter haveriet påbörjade en bärgning av flygplanet, AJS 37 nr 37.908 (O 81), 120 km SO om Gotland, ett arbete som pågick i drygt 4 veckor.[19]

## Ingående enheter
| Beteckning | Namn                      | Aktiv              | Anmärkning                                                                         |
| ---------- | ------------------------- | ------------------ | ---------------------------------------------------------------------------------- |
| Olle Röd   | 151. attackflygdivisionen | 1945–1997          | Omorganiserad 1960 till attackUpplöst 1997                                         |
| Olle Blå   | 152. attackflygdivisionen | 1945–1997          | Omorganiserad 1960 till attackUpplöst 1997                                         |
| Olle Gul   | 153. attackflygdivisionen | 1945–1967          | Omorganiserad 1960 till attackUpplöst 1967                                         |
| FRÄD       | Flygräddningsgruppen      | 1966–19771983–1997 | Överförd 1977 till HelikopterförsöksförbandetÅterförd 1983 till F 15. Upplöst 1997 |
| FVRF       | Flygvapenfrivilliga       | 1989–1997          | Detachement överfört 1997 till F 16                                                |
| MFG        | Målflyggruppen            | 1967–1972          | Överförd 1972 till Malmslätt.                                                      |
| TIS 37     | Typinflygningsskola       | 1976–1998          | Överförd 1998 till F 4                                                             |
| TU AJS     | Taktisk Utprovning AJS    | 1993–1998          |                                                                                    |

### 151.attackflygdivisionen

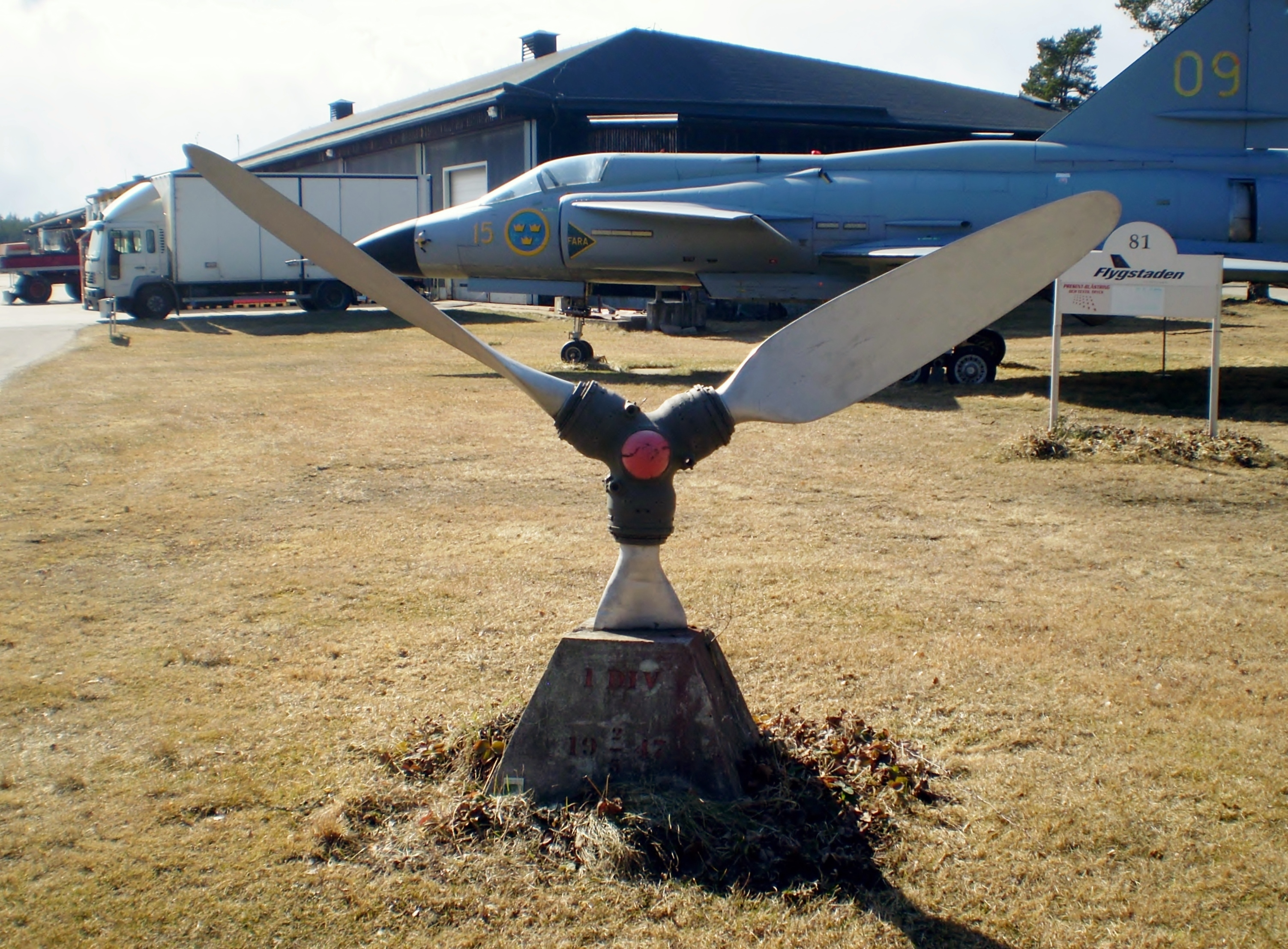
Minnessten över Olle Röd.

151. attackflygdivisionen eller Olle Röd var 1. divisionen vid flottiljen och bildades 1946 som en jaktflygdivision. År 1961 omskolades flygdivisionen till A 32 och övergick därmed till att vara operativ som en attackflygdivision. Olle Röd var den division vid F 15 som omskolades först till Viggensystemet. Detta påbörjades med stationskompaniet hösten 1974 och divisionen den 2 december 1974. År 1978 invigdes divisionens och kompaniets nya hangar H33. Olle Röd var fram till 1993 enda divisionen vid flottiljen som var en renodlad AJ 37 division. I samband med att Västgöta flygflottilj (F 6) avvecklades, överfördes ett antal AJ 37 och AJS 37 individer därifrån till divisionen. Den 30 juni 1997 upplöstes divisionen efter tidigare riksdagsbeslut. Flertalet av divisionens flygplan överfördes till Skånska flygflottiljen och Norrbottens flygflottilj.

### 152.attackflygdivisionen
152. attackflygdivisionen eller Olle Blå var 2. divisionen vid flottiljen och bildades 1946 som en jaktflygdivision. År 1961 omskolades flygdivisionen till A 32 och övergick därmed till att vara operativ som en attackflygdivision. Olle Blå blev sist med omskolning till AJ 37. Dock kom den inte förrän 1993 att organiseras som en fulltalig attackflygdivision. De AJ 37 som vid Olle Blå utgjorde endast en attackflyggrupp i divisionen. Då flottiljen var färdig med sin omskolning, kom Sk 37 från sommaren 1976 att utgöra Flygvapnets centrala TIS 37. Divisionen blev därmed en blandning av AJ 37 och Sk 37. Där AJ 37 utgjorde en attackflyggrupp i divisionen. I december 1982 stod divisionens och stationskompaniets nya hangar H34 färdig, vilken hade uppförts på platsen för den rivna hangar H83. Konstellationen som både TIS och attackflyggrupp stod sig fram till sommaren 1993, då flottiljen tillfördes flygplan från Västgöta flygflottilj (F 6), vilket gjorde det möjligt att bilda en full AJ 37 och AJS 37 division. TIS 37 bildade samtidigt en egen TIS-grupp. Den 30 juni 1997 upplöstes divisionen, efter tidigare riksdagsbeslut. Flertalet av divisionens flygplan överfördes till Skånska flygflottiljen och Norrbottens flygflottilj.

### 153.attackflygdivisionen
153. attackflygdivisionen eller Olle Gul var 3. divisionen vid flottiljen och bildades 1946 som en jaktflygdivision. År 1961 omskolades flygdivisionen till A 32 och övergick därmed till att vara operativ som en attackflygdivision. Flygdivisionen vakanssattes den 30 juni 1967, vilket i praktiken betydde att den upplöstes. Divisionen kom därmed aldrig ombeväpnas från A 32A Lansen till AJ 37 Viggen.

### Flygräddningsgrupp
Flygvapnets flygräddningsgrupp organiserades under andra världskriget, och var då utgångsbaserade vid Roslagens flygflottilj (F 2). År 1966 skedde en omfördelning av helikoptrarna inom Flygvapnet. Då de tunga helikoptrar inom Flygvapnet fördelades till flottiljerna F 8, F 15, F 17 och F 21. Genom att flottiljen tillfördes ett tungt helikoptersystem, bildades samma år, 1966, en flygräddningsgrupp utrustad med Helikopter 4. Den 1 oktober 1975 organiserades ett försöksförband, Helikopterförsöksförbandet (HKP F), vid Berga helikopterflygplats. Försöksförbandet bildades genom att Marinens och Flygvapnets tunga och Marinens lätta helikoptrar sammanfördes till ett förband. Där bland annat flygräddningsgruppen från F 15 kom att ingå. År 1982 avslutades försöket med ett gemensamt helikopterförband, och F 15 återfick sin helikoptergrupp. År 1991 byttes Helikopter 4 ut mot två individer av Helikopter 10. Utöver att stötta den militära verksamheten, kom Flygräddningsgruppen även att bistå den civila sjukvården, genom sjuktransporter till och från Söderhamns sjukhus. Detta när den ordinarie sjukvårdshelikoptern inte fanns tillgänglig, eller vid brådskande transporter samt vid dåligt väder. Flygräddningsgruppen blev kvar vid flottiljen fram till 1997, då Flygräddningsgruppen med ytbärgare på grund av avvecklingsbeslutet organisatoriskt överfördes till Jämtlands flygflottilj. Beredskapen hade dock Flygräddningsgruppen i Sundsvall, där Försvarsmakten fick bygga upp ny infrastruktur, fastän bland annat en hangar avsedd för Helikopter 10 och nya drivmedelstankar fanns i Söderhamn. Men då flottiljen hade avvecklats, så skulle heller ingen militär verksamhet finnas kvar där. Den 1 januari 1998 samlades all helikopterverksamhet inom Försvaret i den nyuppsatta Helikopterflottiljen (Hkpflj). Flygräddningsgruppen som efter avvecklingen var operativ som en sjöräddningsgrupp avvecklades 2005 genom försvarsbeslutet 2004.

### Målflyggruppen
Målflyggruppen bildades efter att 153. attackflygdivisionen (Olle Gul) vakantsattes 1967. Målflyggruppen bestod av sex J 32B Lansen. Utöver målflygningarna utförde man även radiakflygningar åt FOA. Radiakflygningar är en sorts dammsugning av luften på cirka 14 000 meters höjd. Efter 1972 upphörde denna verksamhet på F 15, och målflyggruppen överfördes till Malmslätt där den uppgick i Målflygdivisionen. I samband med proposition 1971:110, vilken behandlade en avveckling av Östgöta flygflottilj (F 3), låg det även ett delbetänkande (Fö 1969:5) i propositionen. Där Chefen för flygvapnet hade lämnat underlag till Försvarets fredsorganisationsutrednings utredning, där han föreslog att målflygorganisationen skulle kvarstå på Malmslätt. FFU ansåg dock att den lösningen inte var optimal, utan hade undersökt en omlokalisering av målflygorganisationen till Västgöta flygflottilj (F 6) eller Hälsinge flygflottilj. Dock så ansågs det att målflygorganisationen borde ligga så centralt som möjligt inom sitt verksamhetsområde, vilket fick FFU att föreslå att förlägga målflyget till Karlsborg. Dock så kom målflyget bli kvar vid Malmslätt till den 30 juni 1997.

### Flygvapenfrivilliga

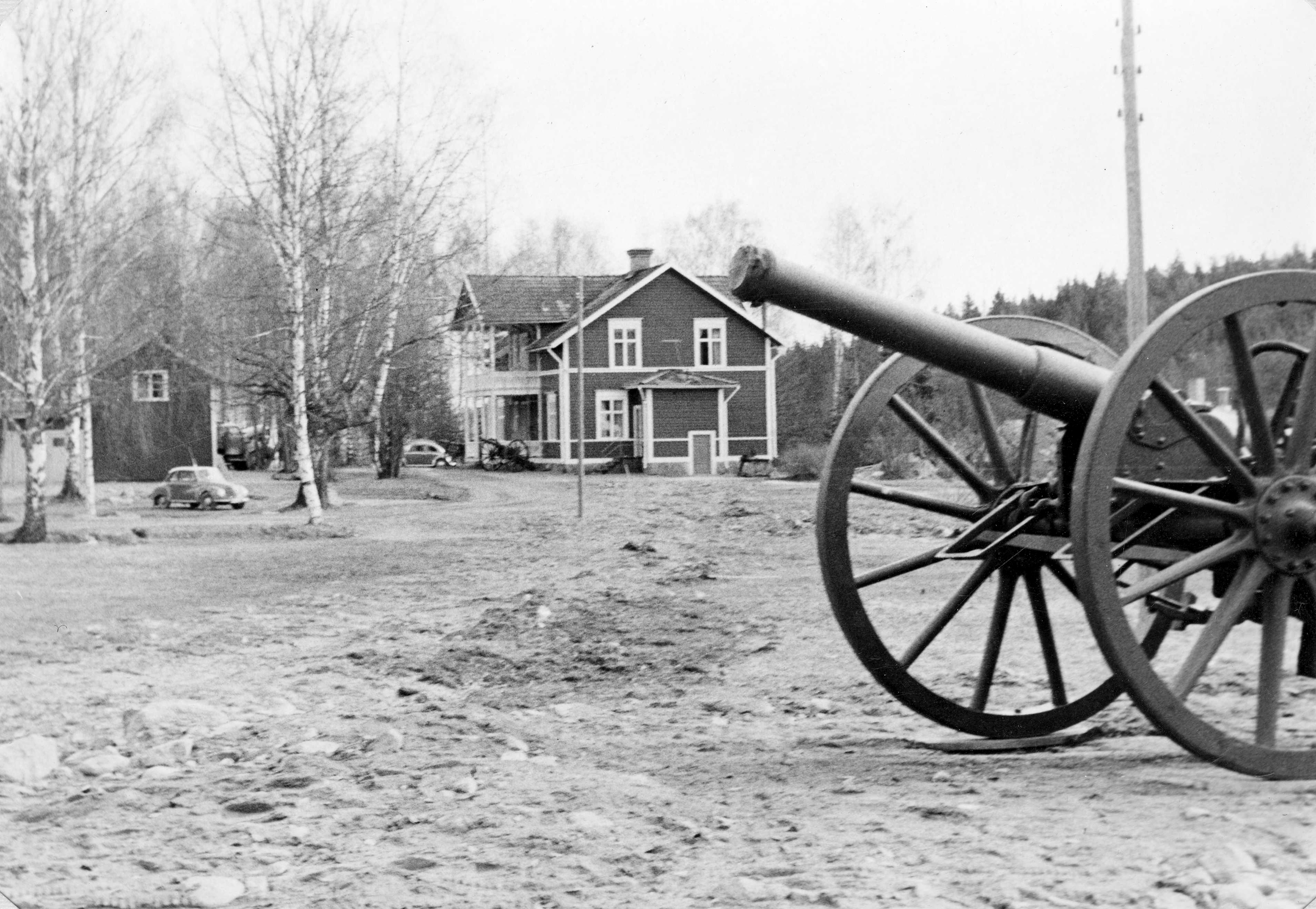
Gammelgården, Stagården, i Bollnäs sedd från matsalen.

Flygvapenfrivilliga (FVRF) hade i Bollnäs kursgården Stagården, vilken F 15 ansvarade åren 1987–1997 för vinterutbildning. År 1997 var sista året som F 15 utbildade flygbasjägare vid Stagården. Under hösten 1998 uppförde Bollnäs kommun fyra nya byggnader vid kursgården. Verksamheten vid Stagården var från den 1 juli 1998 ett detachement till Flygvapenfrivilliga. Den 12 juni 1999 placerades en Saab S 35E Draken (S/N 35902) på pelare vid Stagården. Det för att visa samhörigheten mellan Flygvapenfrivilliga och Stagårdens kursgård. Under 2015 togs den dock ned och flyttades till Österlens flygmuseum. Detta då kursgården såldes i början av 2000-talet och fick en annan roll.

### Typinflygningsskede37
Typinflygningsskede 37 (TIS 37) var en enhet som hade till uppgift att grundutbilda Flygvapnets Viggenpiloter. I samband med att Sk 37 Viggen levererades till Flygvapnet, kom enheten till en början vara förlagd till Skaraborgs flygflottilj (F 7), då flygplanen levererades dit. Efter att F 7 omskolat samtliga sin tre flygdivisioner till AJ 37, och F 15 stod på tur för omskolning och ombeväpning, kom TIS 37 tillsammans med Sk 37 flyttas över till F 15, vilket påbörjades den 2 december 1974. På grund av den vädergräns som passerar Söderhamn samt tillgången till övningsutrymme i luften, så blev verksamheten kvar i Söderhamn. Vid F 15 ingick TIS 37 i Olle Blå. Denna konstellation stod sig fram till den 1 juli 1993, då flottiljen tillfördes flygplan från Västgöta flygflottilj (F 6). Vilket möjliggjorde det för Olle Blå att bilda en full AJ 37 och AJS 37 division, samt att TIS 37 kunde bilda en egen TIS-grupp. Typinflygningen på Viggen var dock inte den första som hade gjorts vid flottiljen. Detta då det genomfördes en typinflygning vid F 15 och F 4, i samband med att Österrike köpte en första omgång om 15 J 29F Tunnan. Där utbildning av de österrikiska piloter och teknikerna genomfördes vid F 4 och F 15. I samband med att Försvarsmakten införskaffade Eurocopter AS332 Super Puma, som i Försvarsmakten fick namnet Helikopter 10. Kom i juni 1993 TiS-verksamheten att förläggas vid F 15. Utbildningen av piloterna genomfördes i tre steg, där de två sista stegen genomfördes i Stavanger i Norge och i Arboga. I samband med att flottiljen skulle avvecklas, och att flygverksamheten vid F 15 skulle upphört senast den 30 juni 1997, kom TIS 37 under sommaren 1997 att omlokaliseras till Jämtlands flygflottilj.

### Taktiska Uprovning AJS
Taktiska Uprovning AJS (TU AJS) var ett modifieringsprogram som inleddes 1992 av flygplanssystemen AJ 37, SF 37 samt SH 37, som skulle ge de en begränsad JAS-kapacitet. Den taktiska utprovning av AJS (TU AJS) förlades till en början till Västgöta flygflottilj (F 6), men omlokaliserades till F 15 den 1 januari 1994, detta i samband med att F 6 skulle avvecklas samma år. TU AJS var en organisation för system- och taktikutveckling av AJS-konceptet, och som stödde de övriga flottiljerna som flög AJS 37-systemet. Då AJS var ett system med begränsad JAS-kapacitet, hade det en direkt koppling till Gripensystem och TU JAS vid Skaraborgs flygflottilj.

## Förläggningar och övningsplatser

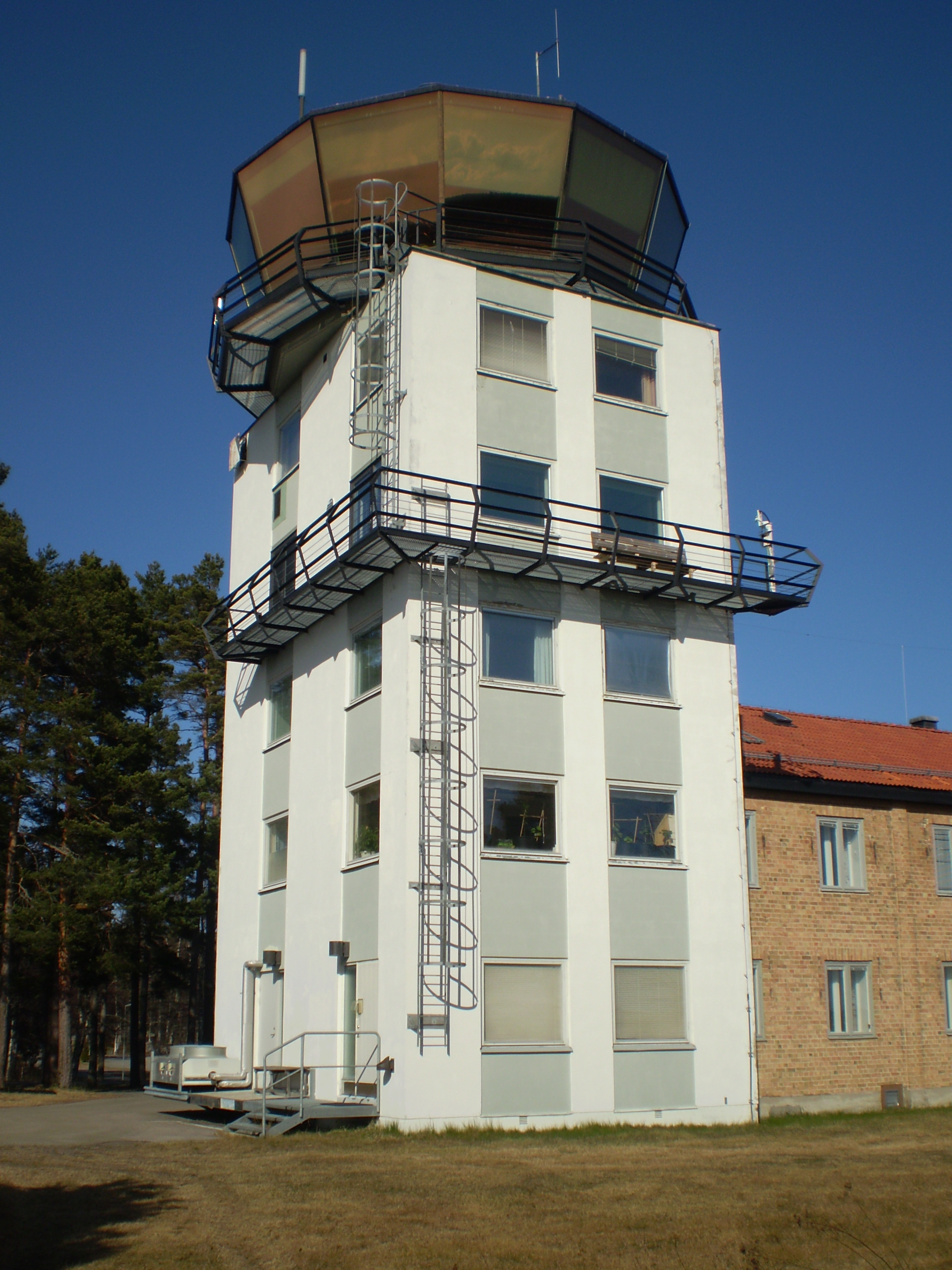
Trafikledartornet

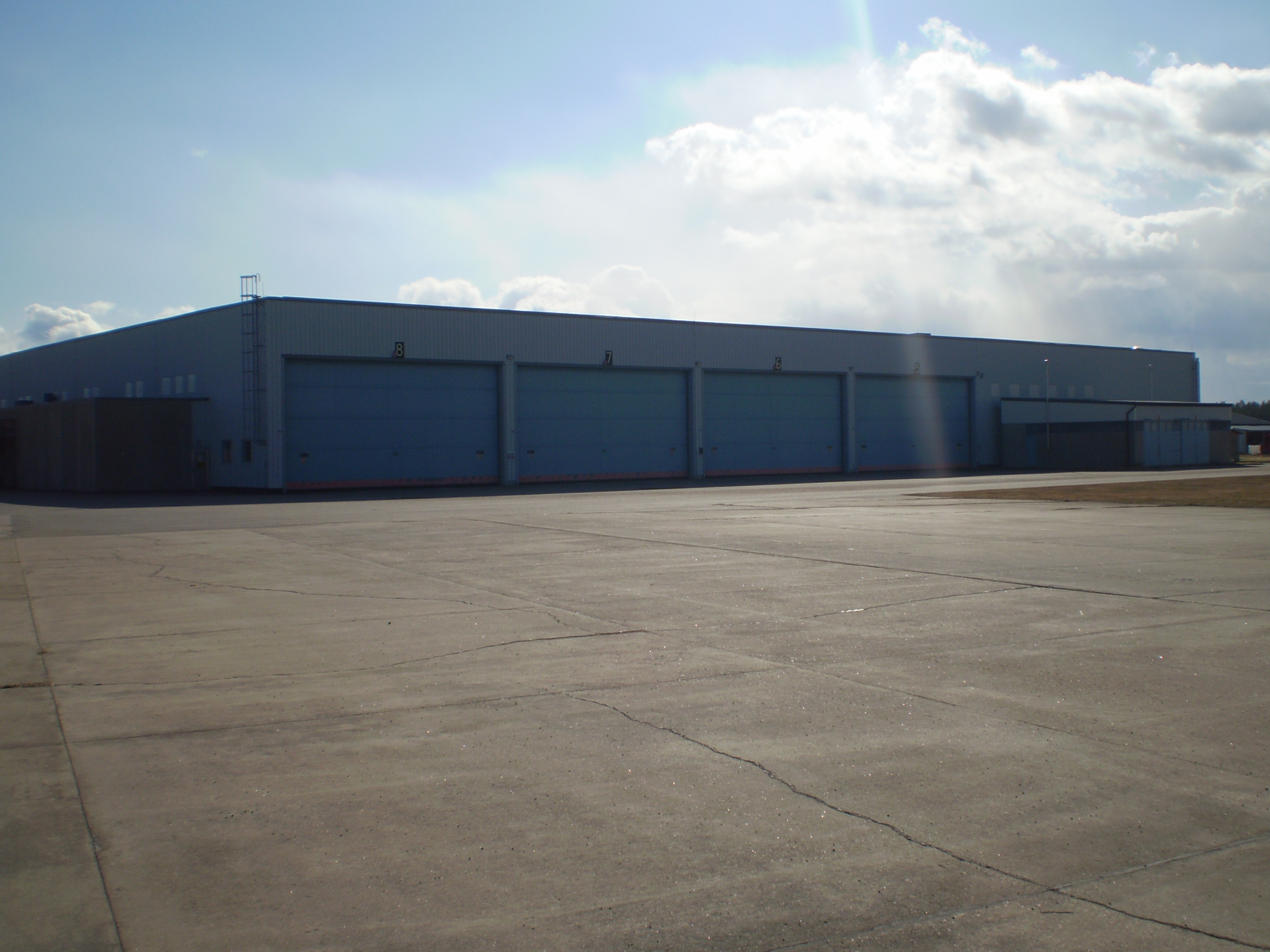
Hangar vid flygplatsen

Genom riksdagen beslutades att flottiljen skulle förläggas till småorten Sandarne drygt 10 km söder om Söderhamn. Flottiljområdet uppfördes mellan 1942 och 1945 efter 1940 års militära byggnadsutrednings typritningar. Något som medförde att flottiljen i stort sett fick likadana byggnader som tillkom vid andra flottiljer under samma tid. Genom flottiljens geografiska läge kom den att beröra Marma–Sandarne Järnväg (MaSJ). Järnvägen kom därför att behöva dras om söderut, för att undvika korsning med en av de blivande rullbanorna. Vilket innebar att den 8,9 kilometer långa järnvägslinjen kom att bli 1,1 kilometer längre. Det nya huvudspåret blev precis 10 kilometer långt. Flottiljens stab inrättades inledningsvis provisoriskt i en trerumslägenhet på Trädgårdsgatan 4 i Söderhamn. Även förläggningar, utspisnings- och utbildningslokaler inrättades i inhyrda lägenheter runt omkring i staden. Enligt planerna skulle all byggnation på flottiljområdet ha varit klar den 1 juli 1945. Bakgrunden till att verksamheten inte kunde bedrivas på flottiljområdet berodde på att det bara delvis var färdigställt. Vilket hade fördröjts på grund av metallstrejken 1945. Men även på grund av på brist av byggnadsmaterial, men även att män som arbetade som byggnadsarbetare kallats in till militärtjänstgöring. Allt eftersom byggnader färdigställde på flottiljen, flyttade avdelningarna in. År 1948 var rullbanorna vid flottiljen färdigställda. 
I slutet av 1950-talet ansåg Flygvapnet att rullbanorna var i behov att förlängas, eftersom de nya jetplanen behövde längre rullbanor. Vilket än en gång påverkade Marma–Sandarne Järnväg och ett behov med att dra om stärkningen, dock fanns det inget ledigt utrymme till att dra om järnvägen. Lösningen blev istället att järnvägen fick ligga kvar på sin nuvarande sträcka och korsa rullbanan i plan. För att gå med på detta krävde bolaget att järnvägen skulle ha förkörsrätt, och det var bara i ett nödläge som man fick stoppa tågen. Flygvapnet accepterade detta och så kom det sig då att flygledarna i flygledartornet hade en kontrollpanel, där de kunde reglera ljussignalerna både för tågen och flygplanen. När ett tåg närmade sig ringde en klocka i tornet och flygledarna tände då stoppljusen på rullbanorna och beordrade eventuella flygplan och gå i "väntläge". Sedan ställdes det till "kör" för tåget. Normalt var det cirka 10 tåg per dag som passerade och inga missöden inträffade under de år som detta var i bruk åren 1963–1980. I samband med att flottiljen tillfördes AJ 37 Viggen, påbörjades en stor ombyggnation av flottiljen. Bland annat byggdes Tekniska enheten ut 1974. Flygverkstaden och tillsynsverkstaden fick nya lokaler. År 1975 anlades klargöringsområde, Framom, vid bana 12. Även en ny gemensam klargöringsplatta för fpl 37 tillkom samma år. År 1983 öppnades flygplatsen för reguljär civiltrafik och en civil passagerarterminal byggdes. Inför att flottiljen skulle tillföras Helikopter 10 anlades 1990 en ny platta och drivmedelsanläggning för helikopter. Vidare kom även flygförrådet byggas om till en verkstad.

### Flygbaser
Flottiljen hade förutom flygplatsen i Söderhamn fyra flygbaser, Färila flygbas, cirka 13 km norr om Färila, Åmsele flygbas, cirka 10 km norr om Åmsele, Gunnarn flygbas, cirka 5 km söder om Gunnarn och Borlänge flygbas. Baserna uppförde under 1940- och 1950-talet, och tillfördes F 15 i början av 1970-talet.

## Heraldik och traditioner
Flottiljen har av en tillfällighet två fanor, den första fanan skänktes av olika organisationer och hantverksföreningar i Söderhamn. Bakgrunden till gåvan, var att flottiljen saknade egen fana inför firandet av svenska flaggans dag. Något som de övriga deltagande organisationerna deltog med. Det fick staden att besluta att man skulle överraska flottiljchefen med svensk fana inför firandet. Dock så kände inte staden till att Flygvapenchefen samma år avsåg att tilldela flottiljen en egen fana. I mars 1949 överlämnade Flygvapenchefen Bengt Nordenskiöld flottiljens fana till flottiljchefen i Söderhamn. Följden blev att flottiljen har två fanor, varav den ena är försedd med flygvapenemblemet och Hälsingebocken.. Som förbandsmarsch hade F 15 "When the Saints Go Marching In" eller på svenska "Hälsinge flygflottiljs marsch". Förbandsmarschen antogs och fastställdes den 15 augusti 1967.
Den 10 juni 1995 hade Flygvapnet sin huvudflygdag i Söderhamn, detta i samband med att flottiljen firade sin 50-årsdag. Vid flyguppvisningen kunde bland annat samtliga svenskkonstruerade militära jetflygplan beskådas samt ett antal flygplan från USA:s flygvapen, bland annat en McDonnell Douglas F-15E Strike Eagle. I samband med flottiljens 50-årsdag 1995, skänktes flygplansindivid 37031 (Olle 54), ett Viggen-flygplan, till staden som samma år firade sitt 375-årsjubileum. Flygplanet placerades på en pelare längs E4:an vid infarten till Söderhamn. Efter att suttit på sin pelare i 19 år målades flygplanet om sommaren 2014, och återfick sin ursprungliga kamouflagefärg.
När flottiljen avvecklades, övertog Jämtlands flygflottilj dess fana och traditioner. När sedan Jämtlands flygflottilj avvecklades 2005, övertog Norrbottens flygflottilj fana och traditioner från de båda avvecklade flottiljerna. Vilket återspeglas på dess nya fana, som F 21 mottog den 2 september 2014 överlämnad av H.M. Konung Carl XVI Gustaf. På den nya fanan återfinns vapenbilderna från Jämtlands flygflottilj (F 4) och Hälsinge flygflottilj (F 15) fanor tillsammans med Norrbottens flygflottiljs förbandsvapen. Den 10 november 2016 besökte flygvapenchefen Mats Helgesson Söderhamn, för att uppmärksamma den före detta flygflottiljen med bland annat en kransnedläggning vid minnesstenen. Besöket i Söderhamn var ett i raden av de besök som flygvapenchefen genomförde vid både aktiva och avvecklade flottiljer under 2016, i syfte att uppmärksamma 90-årsfirandet av det flygvapnet.

### Gate guardian
Hälsinge flygflottilj har en så kallad gate guards. År 1995 placerades en AJ 37 Viggen (37031) som gate guard vid E4:an avfart 206 mot Söderhamn. Flygplansindividen skänktes av Hälsinge flygflottilj som en gåva till Söderhamn i samband med stadens 375-årsjubileum som sammanföll med flottiljens 50-årsårsjubileum. Vidare finns ett antal flygplansindivider som utställningsobjekt vid F 15 Flygmuseum på det före detta flottiljområdet.

## Materiel vid förbandet

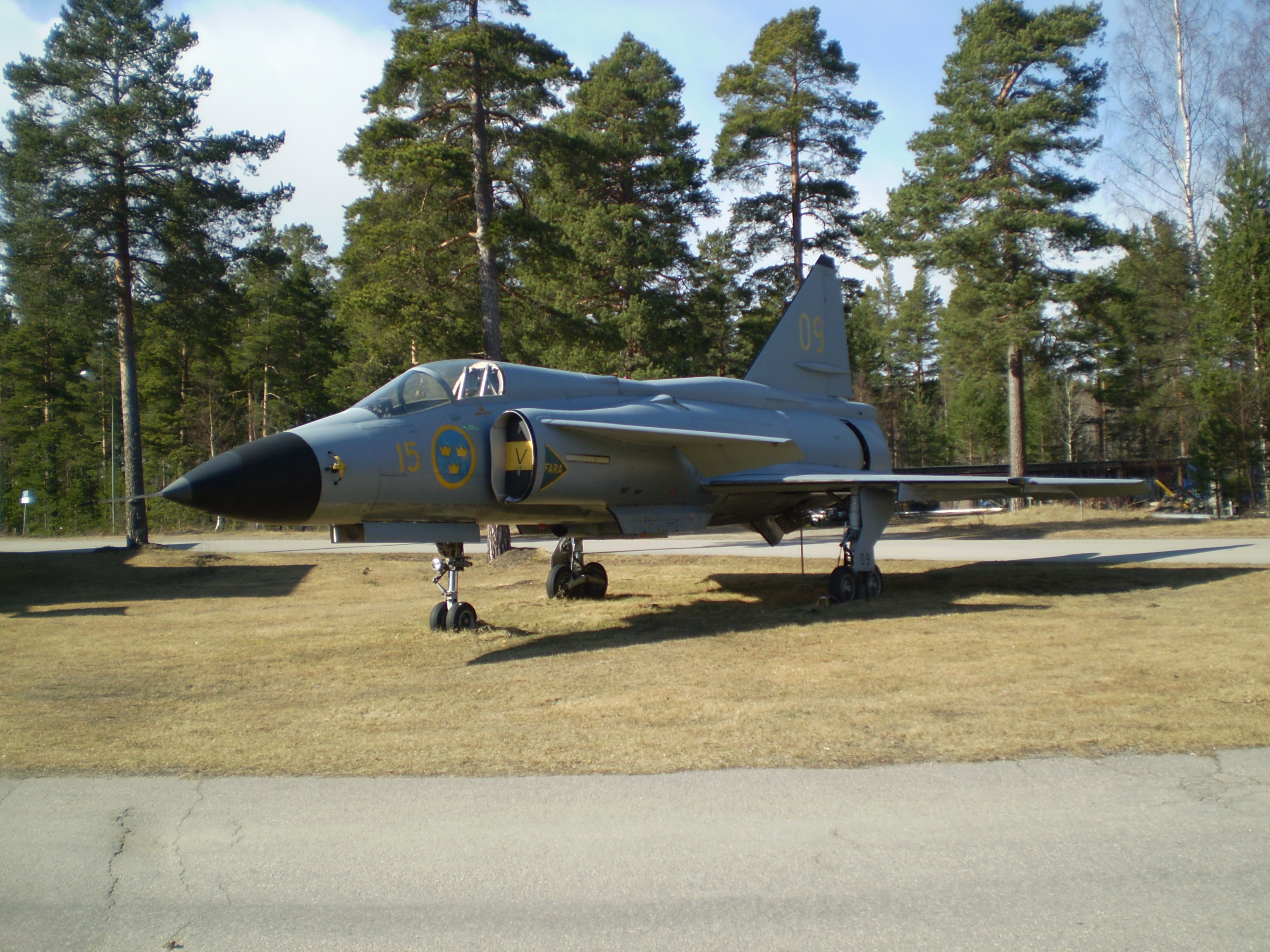
AJS 37 Viggen (37009) vid F 15 Flygmuseum.

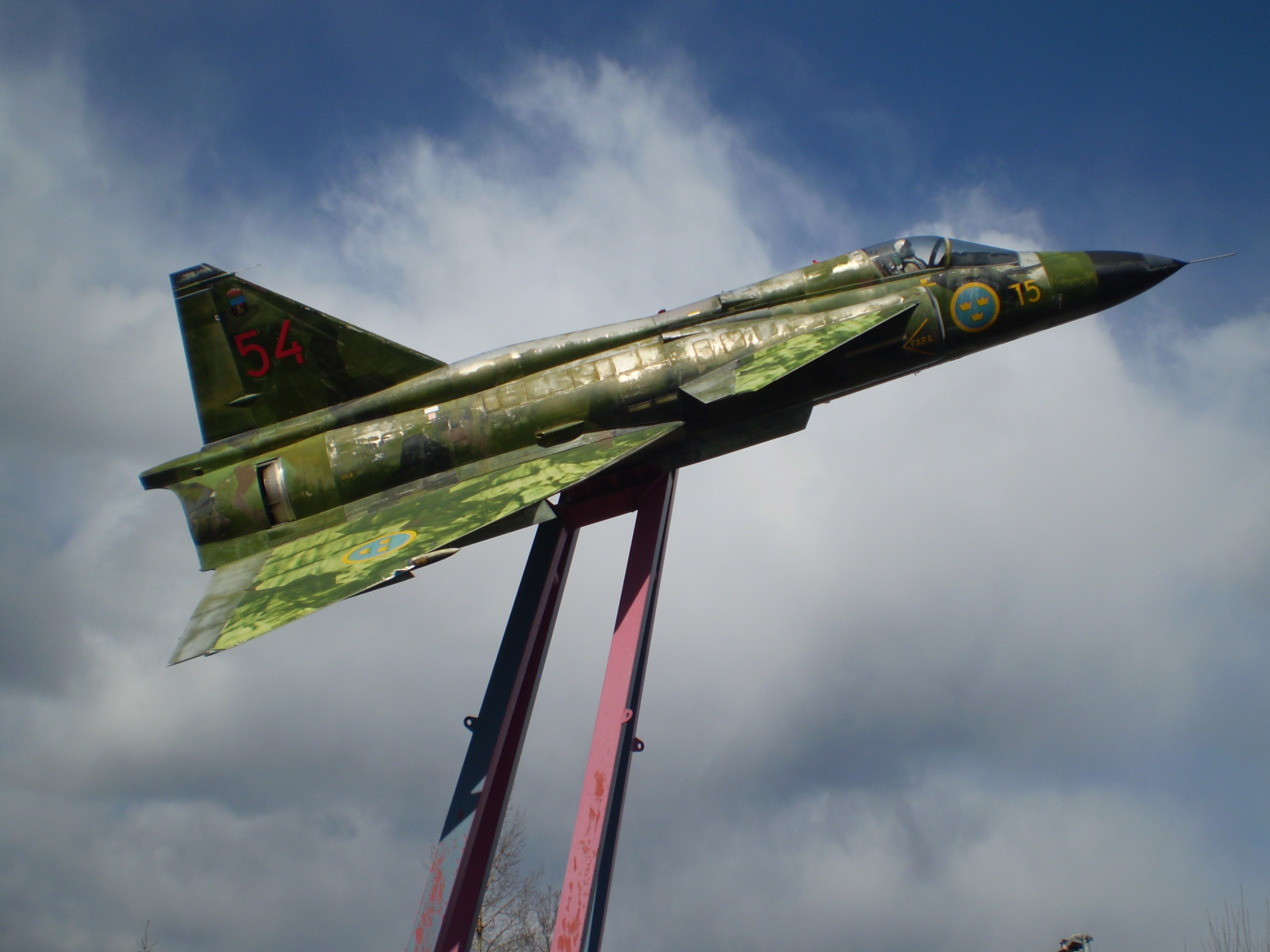
AJ 37 Viggen (37031) på pelare vid E4:an.

| Huvudtyper - 1946–1952: J 21A - 1952–1956: J 28B Vampire - 1956–1960: J 29F Tunnan - 1960–1974: A 32A Lansen - 1974–1997: AJ 37 Viggen - 1974–1997: Sk 37 Viggen - 1994–1997: AJS 37 Viggen | Övriga typer - 1969–1971: J 32B Lansen - 1956–1978: Tp 83 - 1966–1992: Hkp 4 - 1989–1997: Hkp 10 |

## Förbandschefer
Förbandschefen titulerades flottiljchef och hade tjänstegraden överste.

- 1945–1960: Gösta Seth
- 1960–1965: Olle Knutsson
- 1965–1972: Sven Lampell
- 1972–1975: Ingvar Hedin
- 1975–1978: Gunnar Unell
- 1978–1981: Åke Sjögren
- 1981–1987: Roland Magndahl
- 1987–1994: Sven Borgvald
- 1994–1997: Christer Hjort
- 1998–1998: Sture Gafvelin

## Namn, beteckning och förläggningsort
| Kungl. Västerbottens flygflottilj | xxxx-xx-xx | – | xxxx-xx-xx |
| Kungl. Hälsinge flygflottilj      | 1945-07-01 | – | 1974-12-31 |
| Hälsinge flygflottilj             | 1975-01-01 | – | 1998-06-30 |

| F 15 | 1945-07-01 | – | 1998-06-30 |

| Mohed flygfält (B)       | 1945-07-01 | – | 1948-??-?? |
| Kallinge flygplats (D)   | 1946-??-?? | – | 1948-??-?? |
| Söderhamns flygplats (F) | 1948-??-?? | – | 1998-06-30 |
| Gunnarn flygbas (B)      | 1969-??-?? | – | 1998-06-30 |
| Åmsele flygbas (B)       | 1969-??-?? | – | 1998-06-30 |
| Färila flygbas (B)       | 1969-??-?? | – | 1998-06-30 |
| Bollnäs (D)              | 1989-??-?? | – | 1997-??-?? |

## Galleri

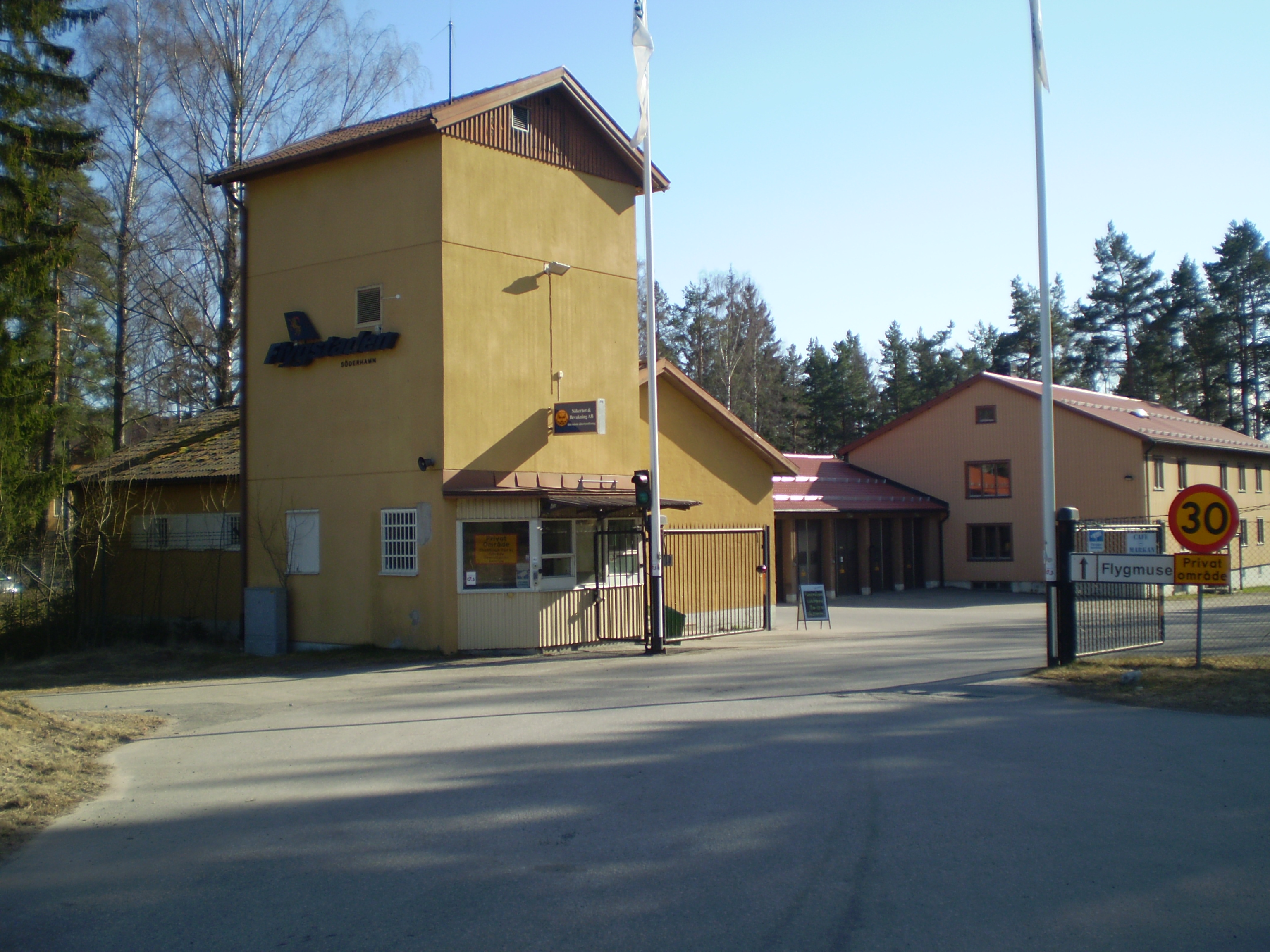
Flottiljvakten
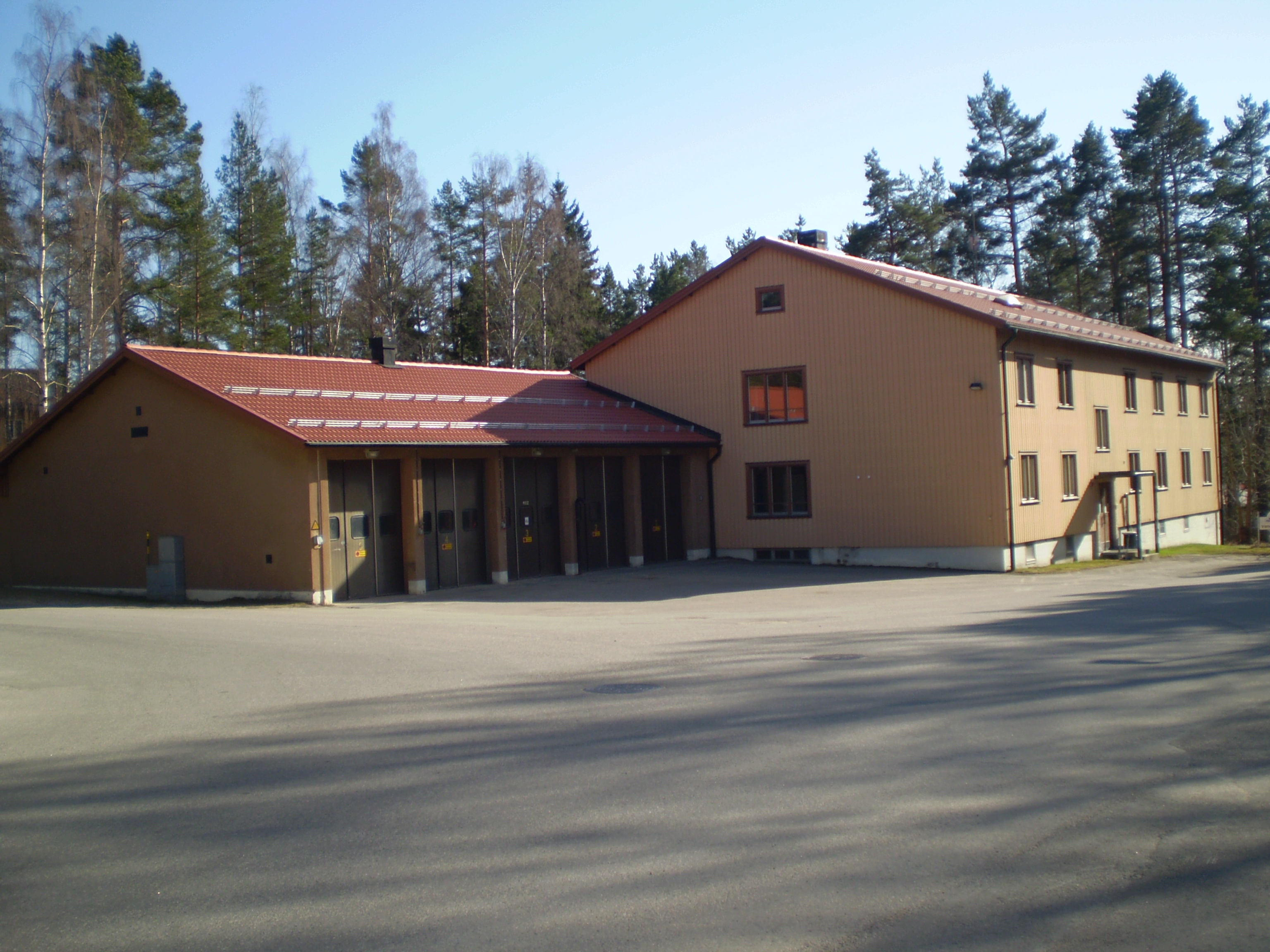
Brandstationen
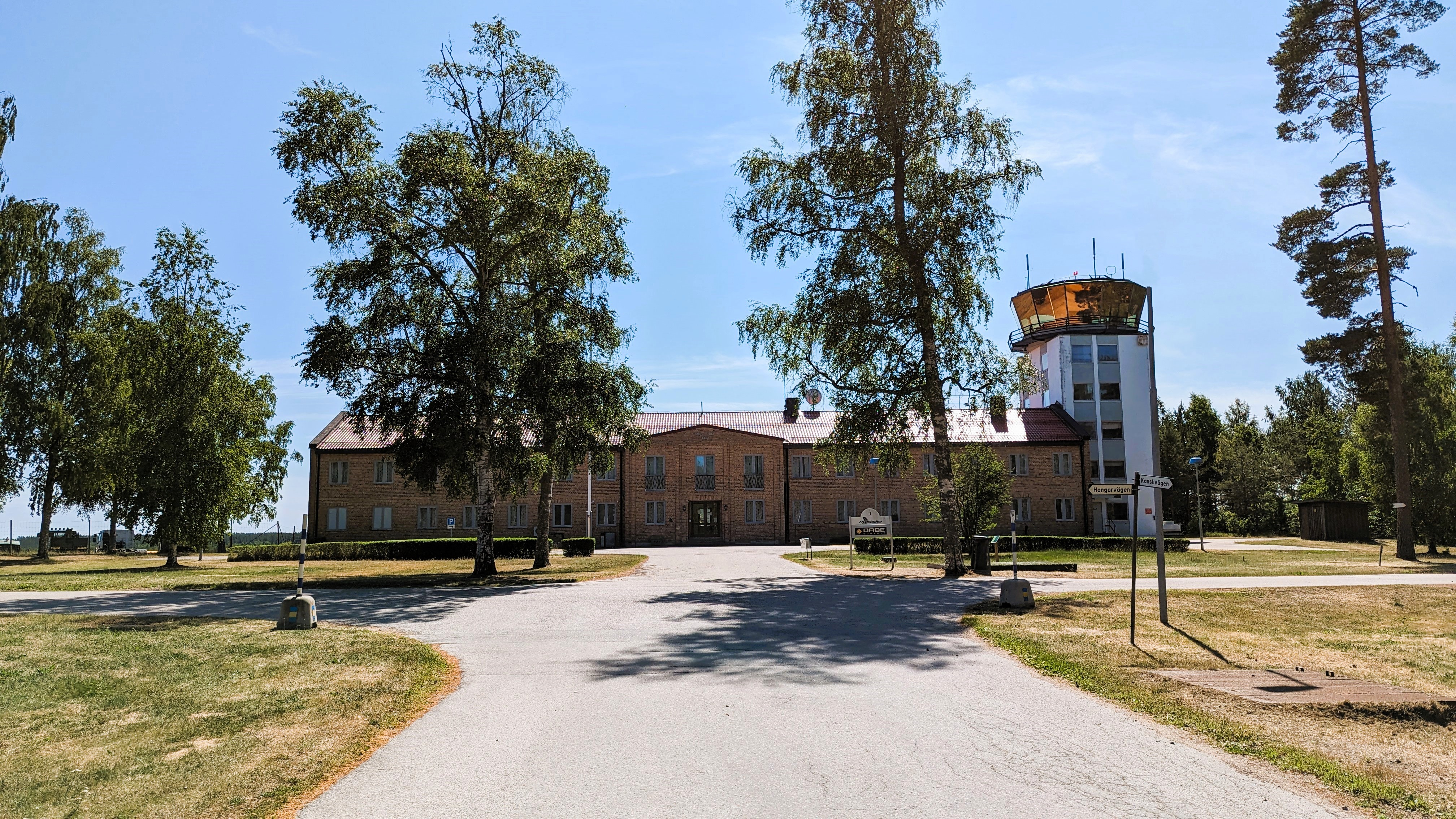
Kanslihuset
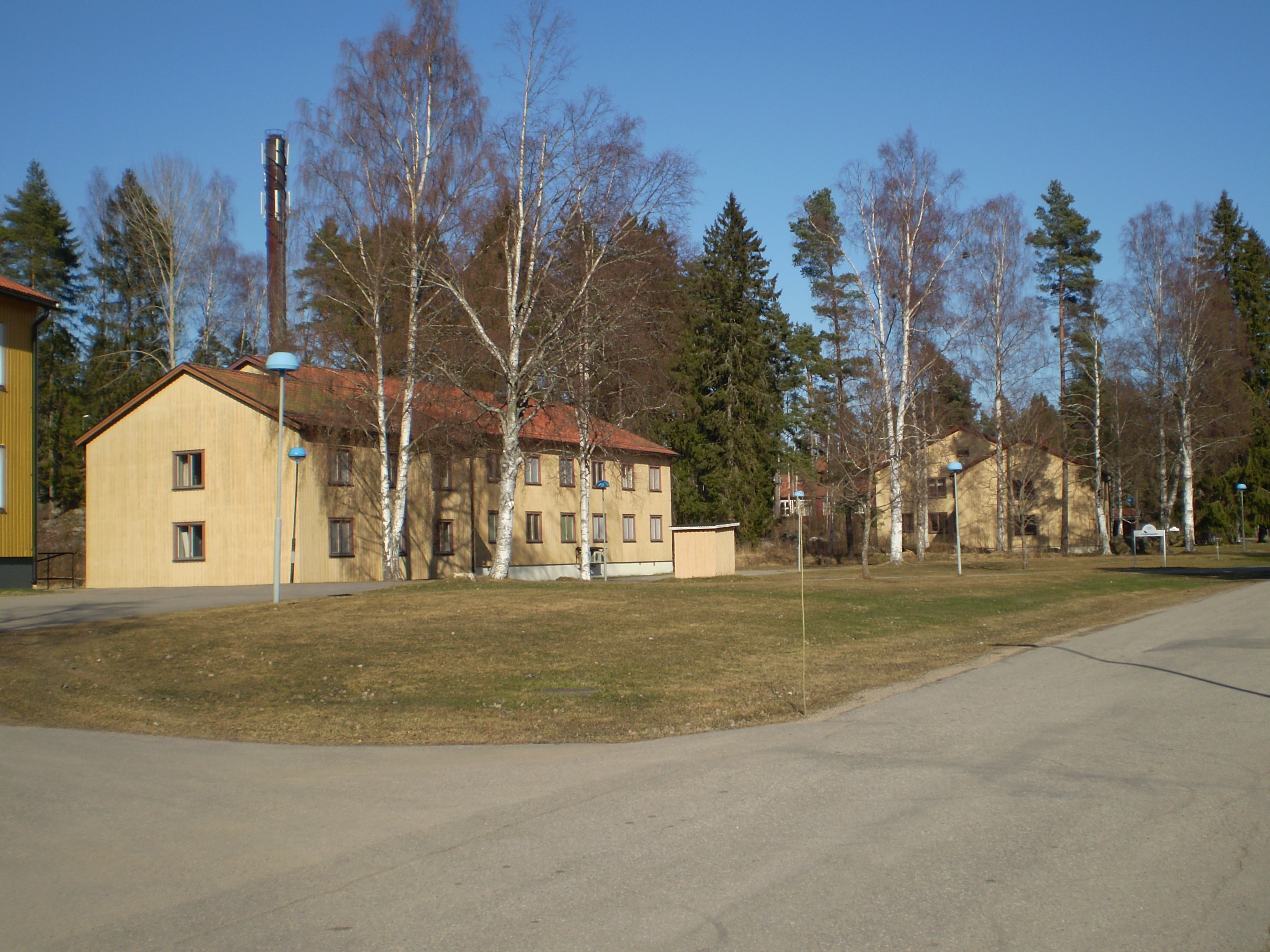
Kaserner
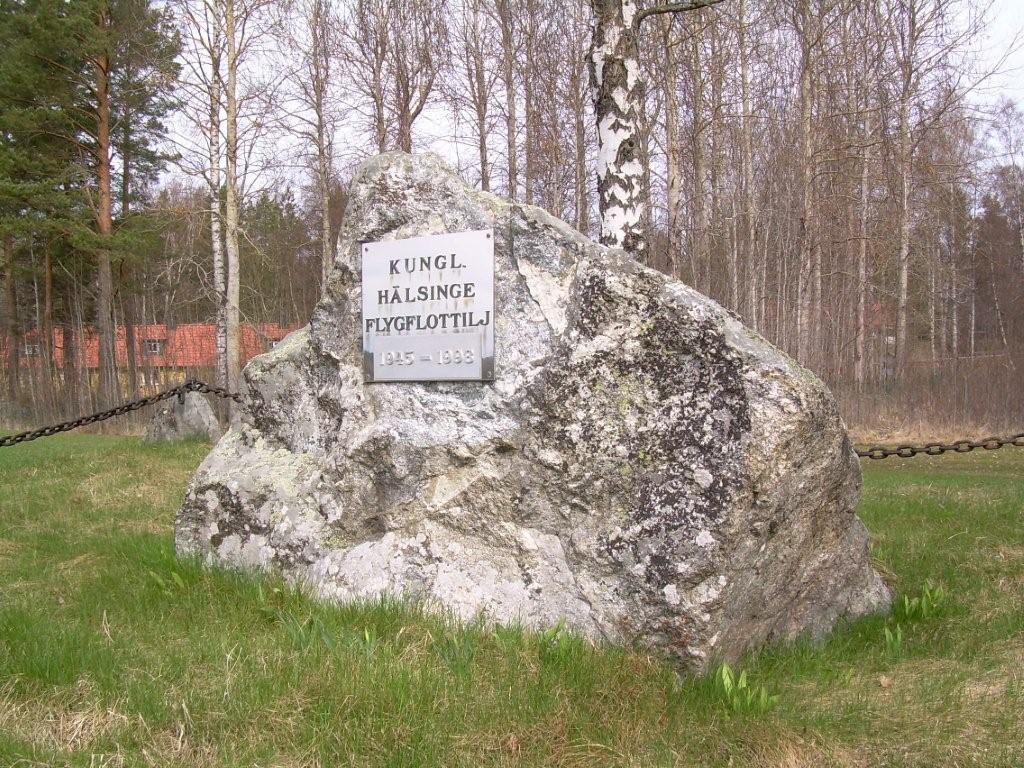
Minnessten
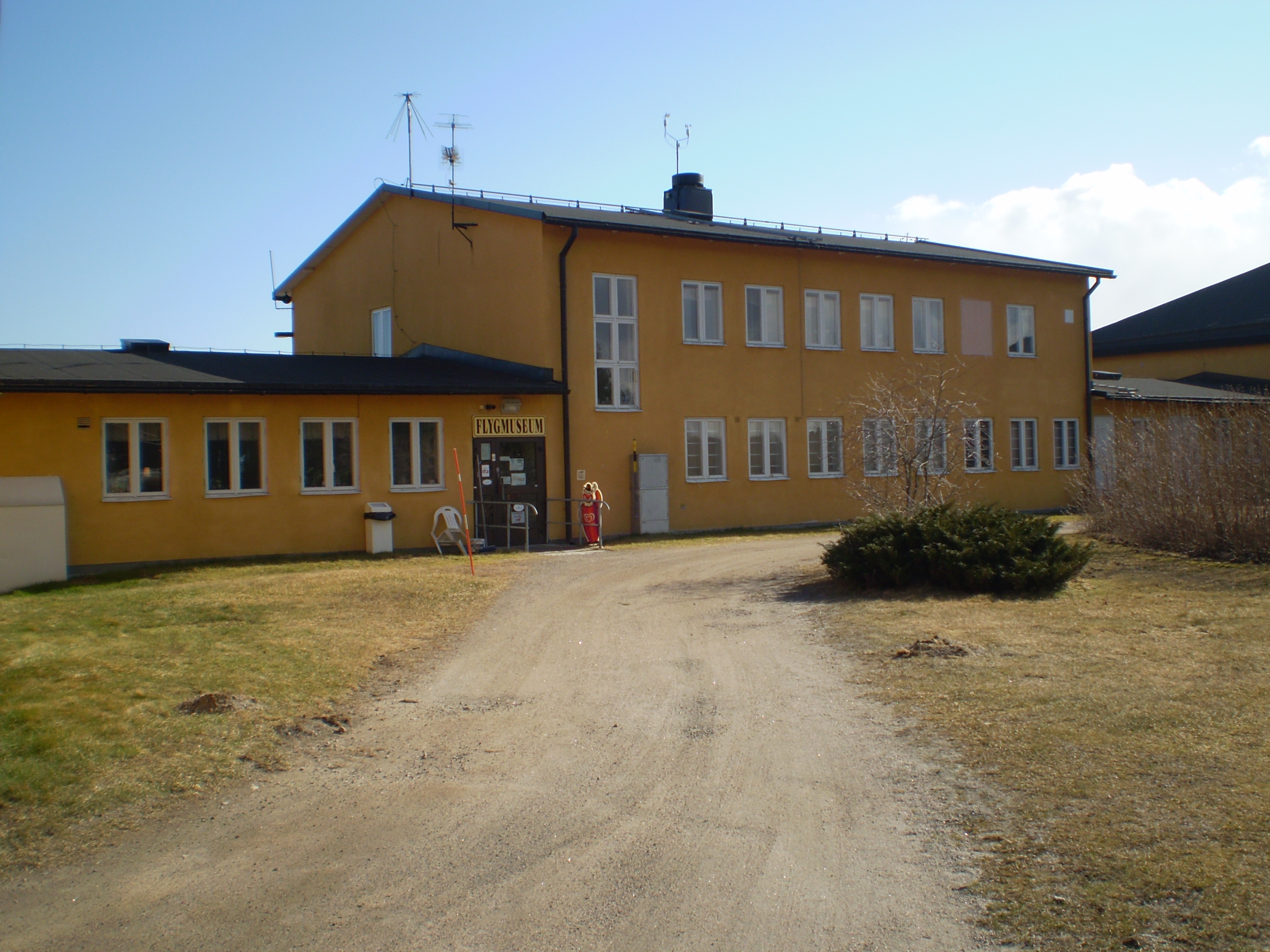
Flygmuseum